# Alela Diane
Alela Diane Menig (20 de abril de 1983), conocida como Alela Diane, es una cantautora estadounidense de folk.

## Infancia y educación
Diane nació en Nevada City, California. Creció cantando con sus padres músicos y actuando en el coro escolar. Aprendió ella misma a tocar la guitarra y empezó a escribir canciones con letras meditativas sobre la familia y la naturaleza. Sus primeros registros fueron autopublicados en 2003, como Desfile del Bosque. Sus primeras apariciones públicas fueron por invitación de su amiga Joanna Newsom, originaria también de Nevada City. También forma parte brevemente de la banda de Nevada City Black Bear, antes de seguir adelante con sus búsquedas en solitario.

## Carrera
Las canciones para su álbum más conocido, The Pirate's Gospel, fueron escritas en un viaje a Europa. Se grabaron en el estudio de su padre y el álbum fue inicialmente autopublicado en 2004. El álbum fue reeditado en forma revisada por Holocene Music en octubre de 2006 y recibió extensas aclamaciones de la crítica.
Una canción nueva, "Sombras y Hierba Secas", se incluyó en una recopilación de artistas de Nevada City y otras cinco canciones nuevas se publicaron en una edición limitada de vinilo de 10", titulado Songs Whistled Through White Teeth, publicado en el Reino Unido en octubre de 2006.
A continuación gira por los EE. UU. en solitario y con Tom Brosseau y hace de telonera para Iron & Wine, Akron / Family, The Decemberists y Vashti Bunyan. También ha girado extensamente en Europa (Reino Unido, Irlanda, Francia, Suiza, Holanda, Bélgica, Alemania) en marzo, abril y mayo de 2008.
Después canta en un álbum de versiones, El Silencio del Amor de los Headless Heroes, publicado en noviembre de 2008, grabado por Eddie Bezalel y Hugo Nicholson con los músicos Josh Klinghoffer, Joey Waronker, Gus Seyffert, Leo Abrahams y Woody Jackson.
Su segundo álbum, To Be Still, fue publicado en febrero de 2009 en Rough Trade Records.  En 2009 gira por los EE. UU. como telonera para Blitzen Trapper y la parte de aquel año estuvo de gira por Europa.
Su tercer álbum, Alela Diane & Wild Divine fue publicado en abril de 2011 y fue grabado con la banda de respaldo, Wild Divine, la cual incluye a su padre, Tom Menig y su ahora exmarido, Tom Bevitori. Ella y Wild Divine han girado por los EE. UU. y Europa para promover el álbum y en julio de 2011, abrieron para los Fleet Foxes en una serie de fechas. A finales del mismo año ella acompaña también a los Fleet Foxes como telonera en Europa.
Su cuarto álbum, About Farewell fue publicado en su etiqueta propia, Rusted Blue, en formato digital en junio de 2013, con la edición física emitida en julio.
Diane se volvió a casar en 2013 y dio nacimiento a su primera hija llamada Vera Marie, en noviembre de 2013.
El 16 de octubre de 2015 Diane y el guitarrista Ryan Francesconi publican el álbum Cold Moon, presentando la "guitarra pensativa de Francesconi y las letras poéticas y naturalistas de Diane.
Con sus aires melancólicos y sus concienzudos arreglos sencillos, su folk adquiere fuerza en su desnudez, desplegándose sus canciones como secretos confesados a media noche. Diane, provista de una voz contundentemente dulce, tiene la gracia de una crooner jazzística en plena atmósfera folk. Como Joni Mitchell u otros coetáneos notabílisimos, como Sharon Van Etten, Davendra Banhtar, Bon Iver, Ryan Adams o Patty Griffin, consigue ser dueña de su propio cosmos delicado. A veces parece que va a romperse, pero termina por brillar con intensidad.

## Discografía

### Álbumes de estudio
- Forest Parade, [autoeditado], 2003
- The Pirate's Gospel, [autoeditado], 2004; Holocene Music, 2006 (revised track listing); Names Records, 2007 (UK rerelease)
- To Be Still, [Rough Trade Records], 2009
- Alela Diane & Wild Divine, [Rough Trade Records], 2011, UK chart peak: #158[18]
- About Farewell, [Rusted Blue Records], 2013
- Cold Moon con Ryan Francesconi, [Believe Recordings] 2015
- Cusp [AllPoints Records], 2018

### Singles y EP
- Alela Diane CD EP, autoeditado, 2005
- Songs Whistled Through White Teeth 10" vinyl EP, Names Records (UK), 2006
- "The Rifle" CD single, Names Records, 2008
- Alela & Alina 10" vinyl EP (featuring Alina Hardin), Family/Names Records, 2009
- "To Be Still" CD single, Names Records, 2008
- "Elijah" CD single, Rough Trade, 2011
- Home Recordings & B-Sides from the Wild Divine Sessions CD EP, Rough Trade Records, 2011

### Con Headless Heroes
- The Silence of Love, Names Records, 2008
- "The North Wind Blew South" 7"/CD single, Names Records, 2008
- Headless Heroes 12" EP, Names Records, 2009 (remixes)

### Apariciones de recopilación
- "Church of Jesus Christ" on Dream Magazine #6, 2006
- "Dry Grass and Shadows (Live in Studio)", track on Grass Roots Record Co. Family Album compilation, Grass Roots Records, 2006
- "There's Only One", track on Be Yourself: A Tribute to Graham Nash's Songs for Beginners, Grass Roots Records, 2010
- "Like a Summer Thursday", track on More Townes Van Zandt by the Great Unknown, Forthesakeofthesong, 2010
- "Take Us Back", end credits in The Walking Dead Episode 5 video game, 2012
- "How Can We Hang on to a Dream", track on Reason To Believe - The Songs of Tim Hardin, Full Time Hobby, 2013
- "The Light", track on Songs of Survival Vol. 2, Republic Records, 2014

## Galería

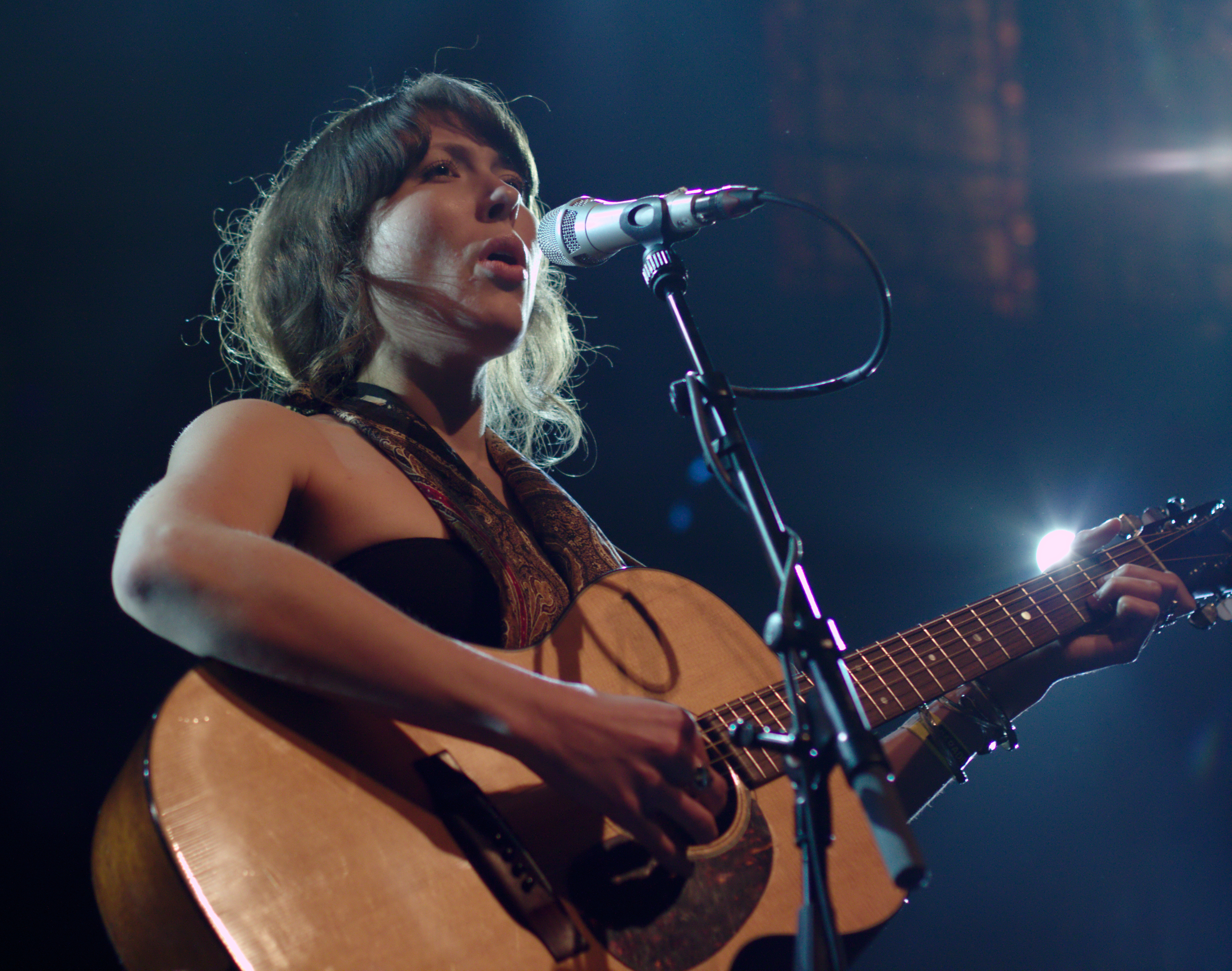
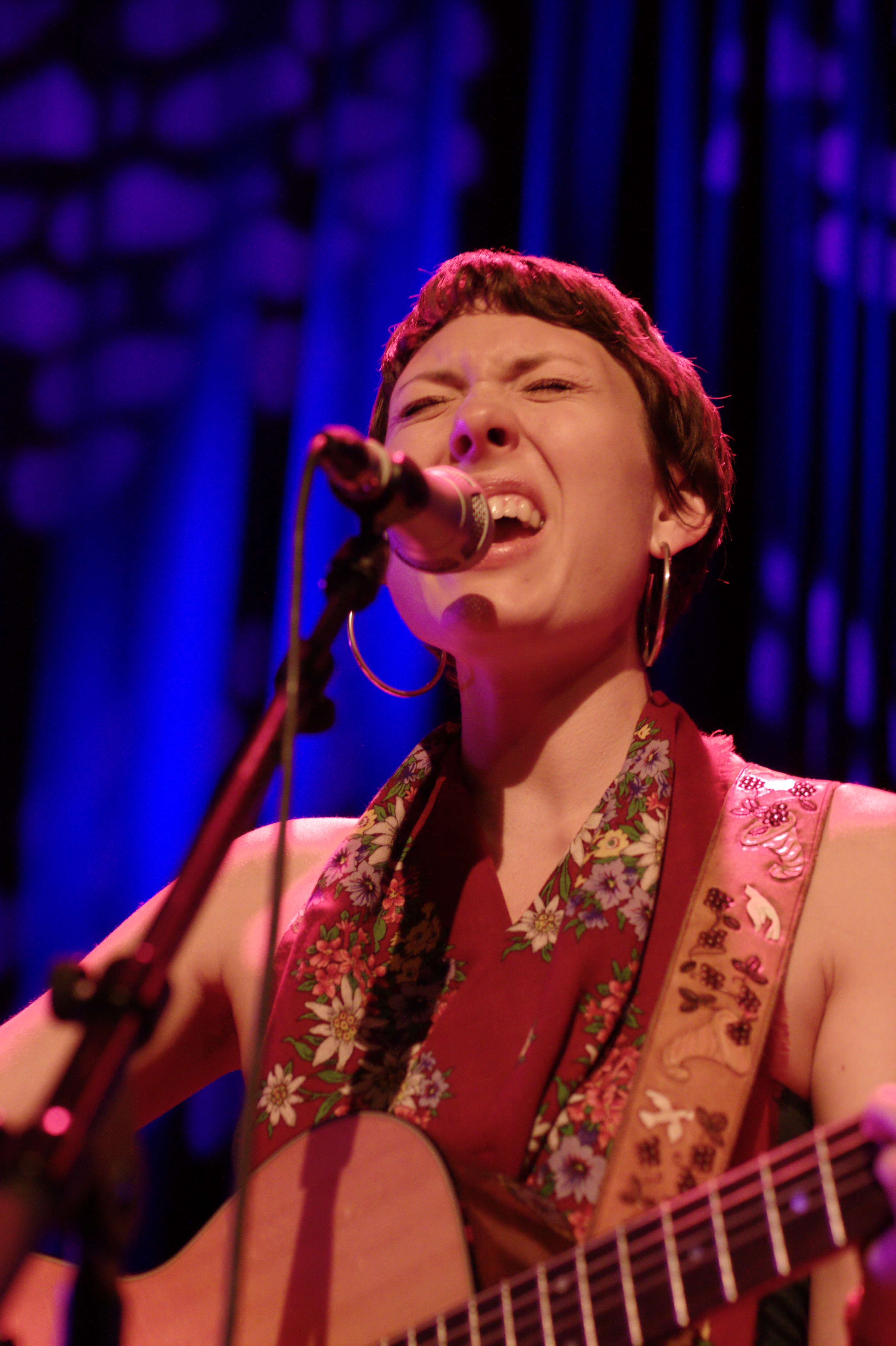
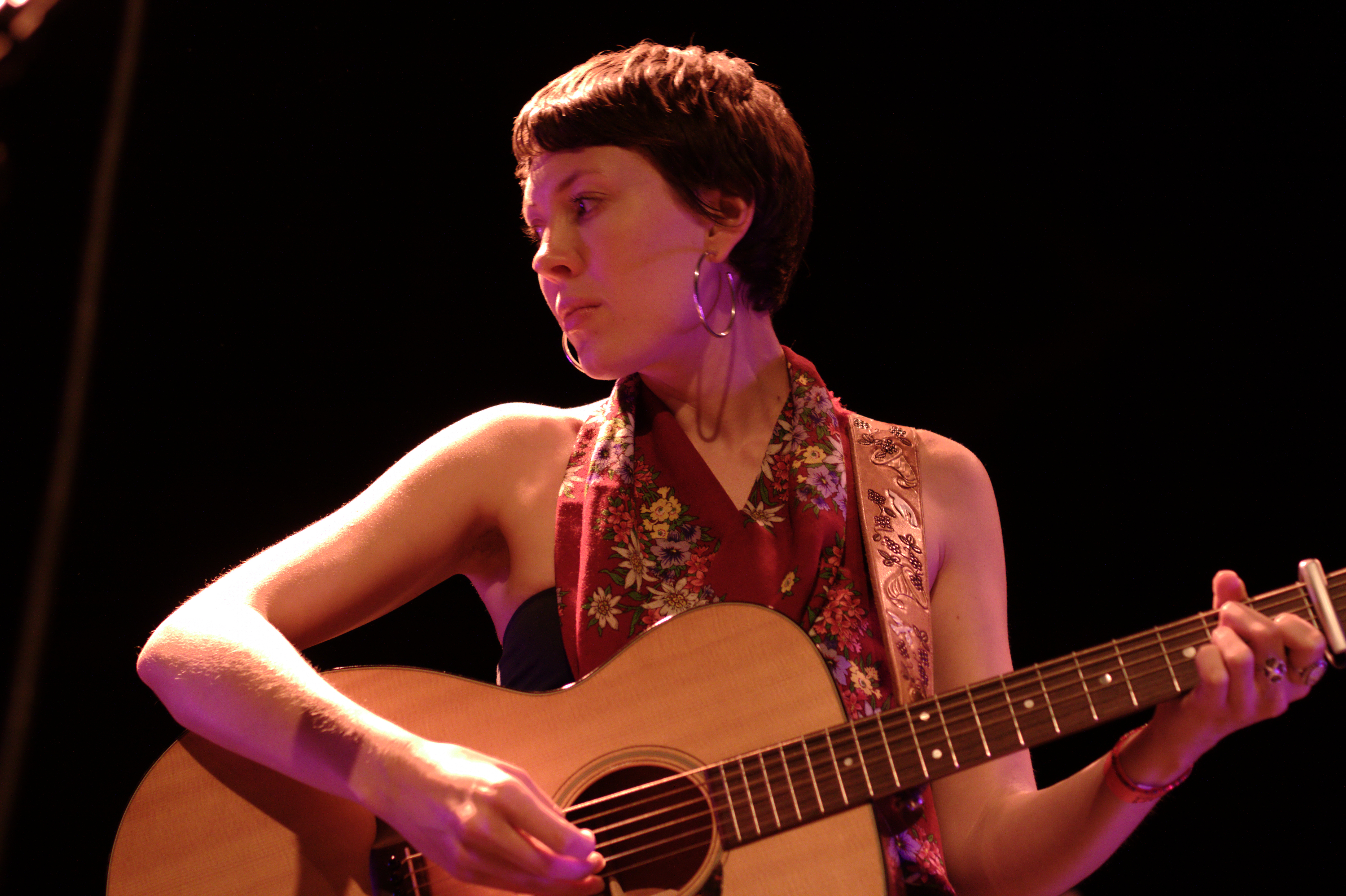
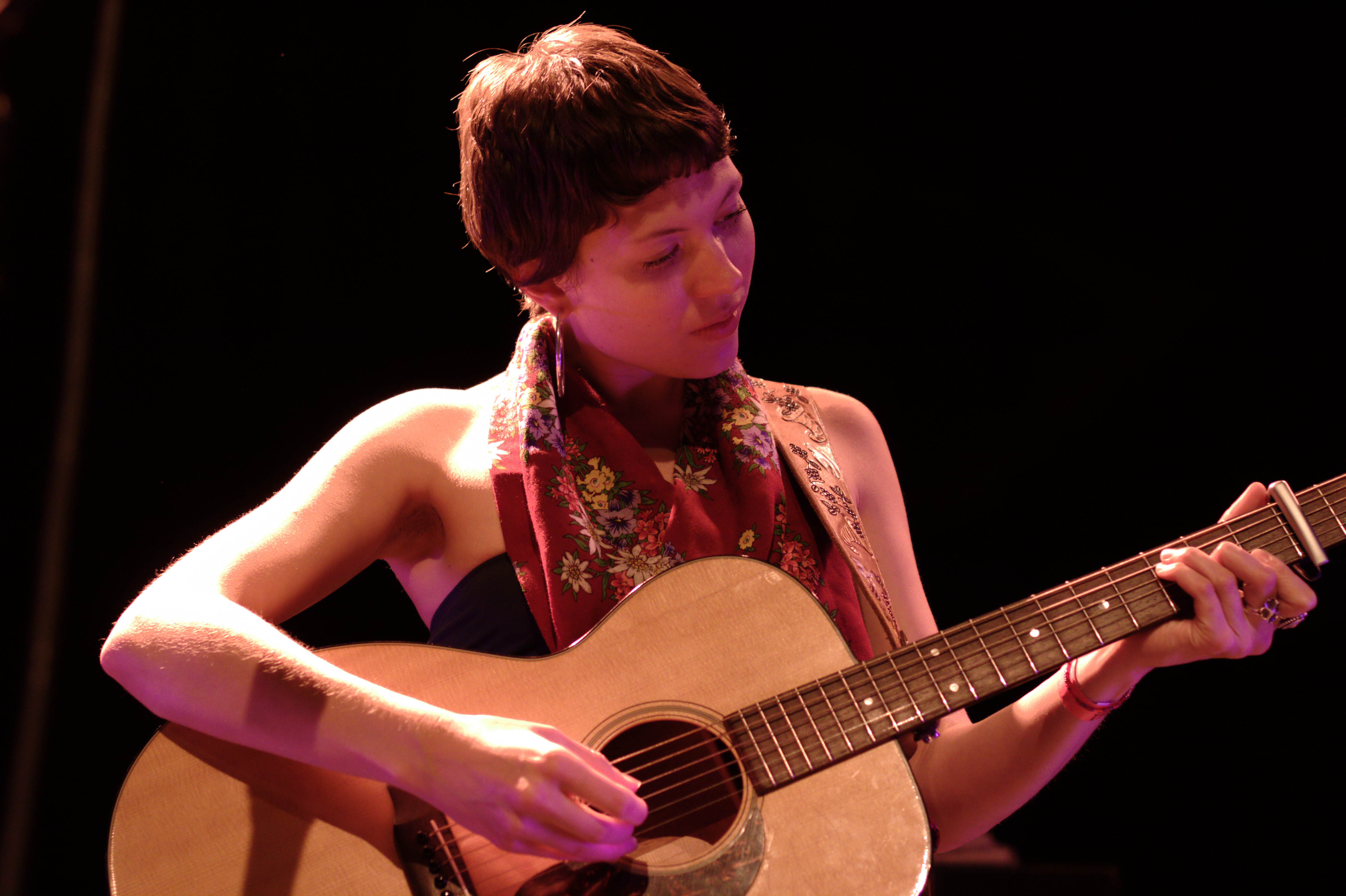
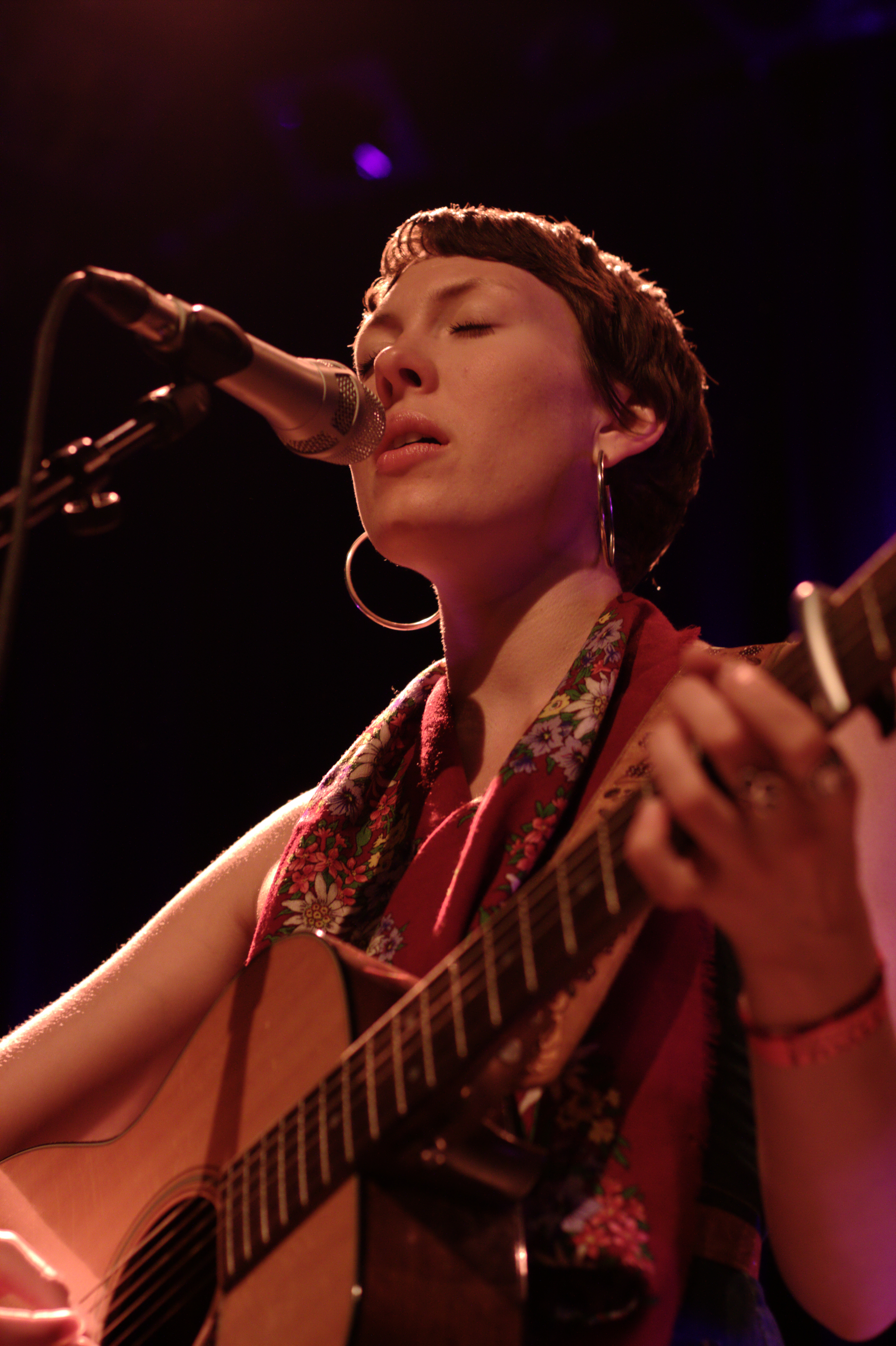
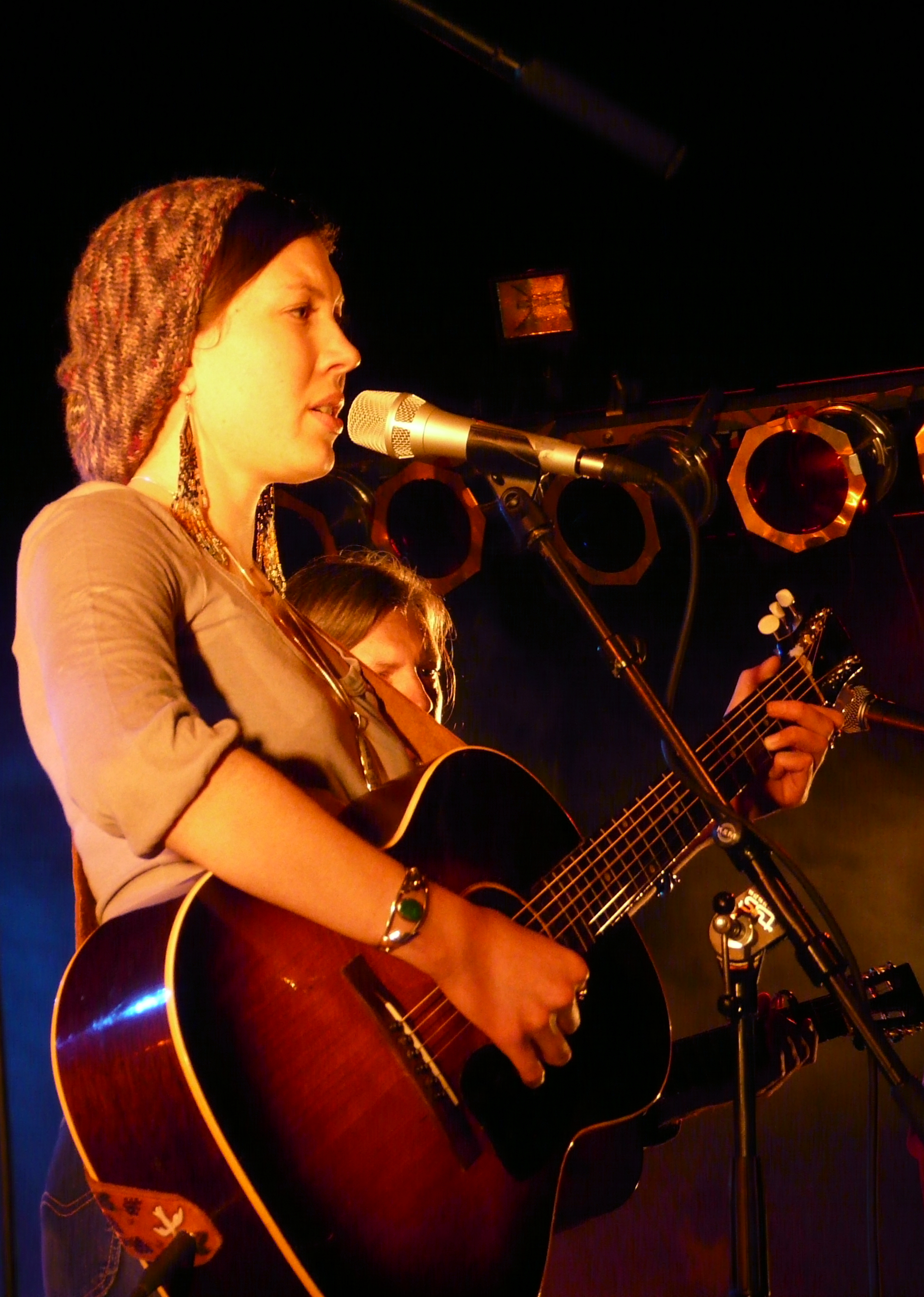
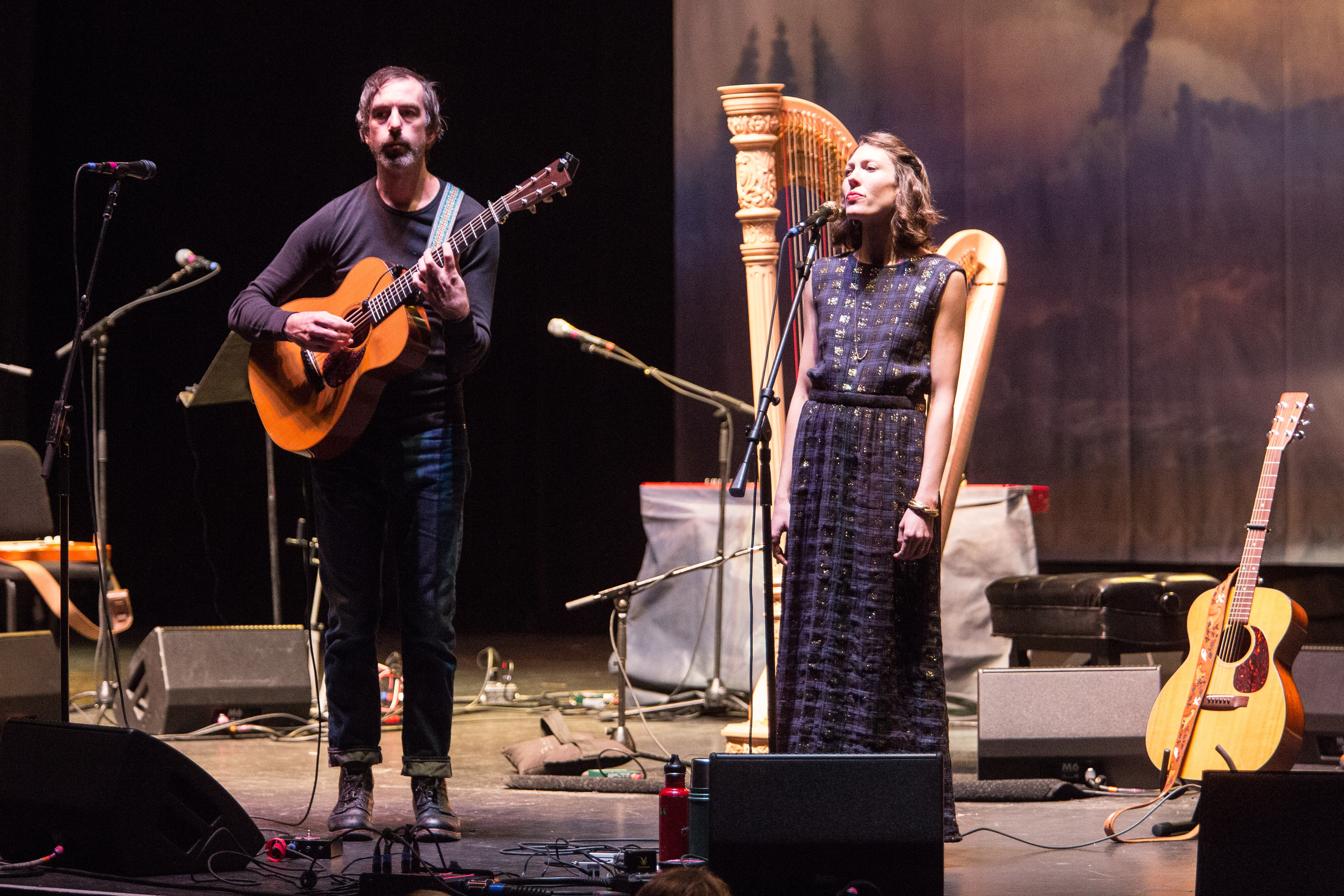
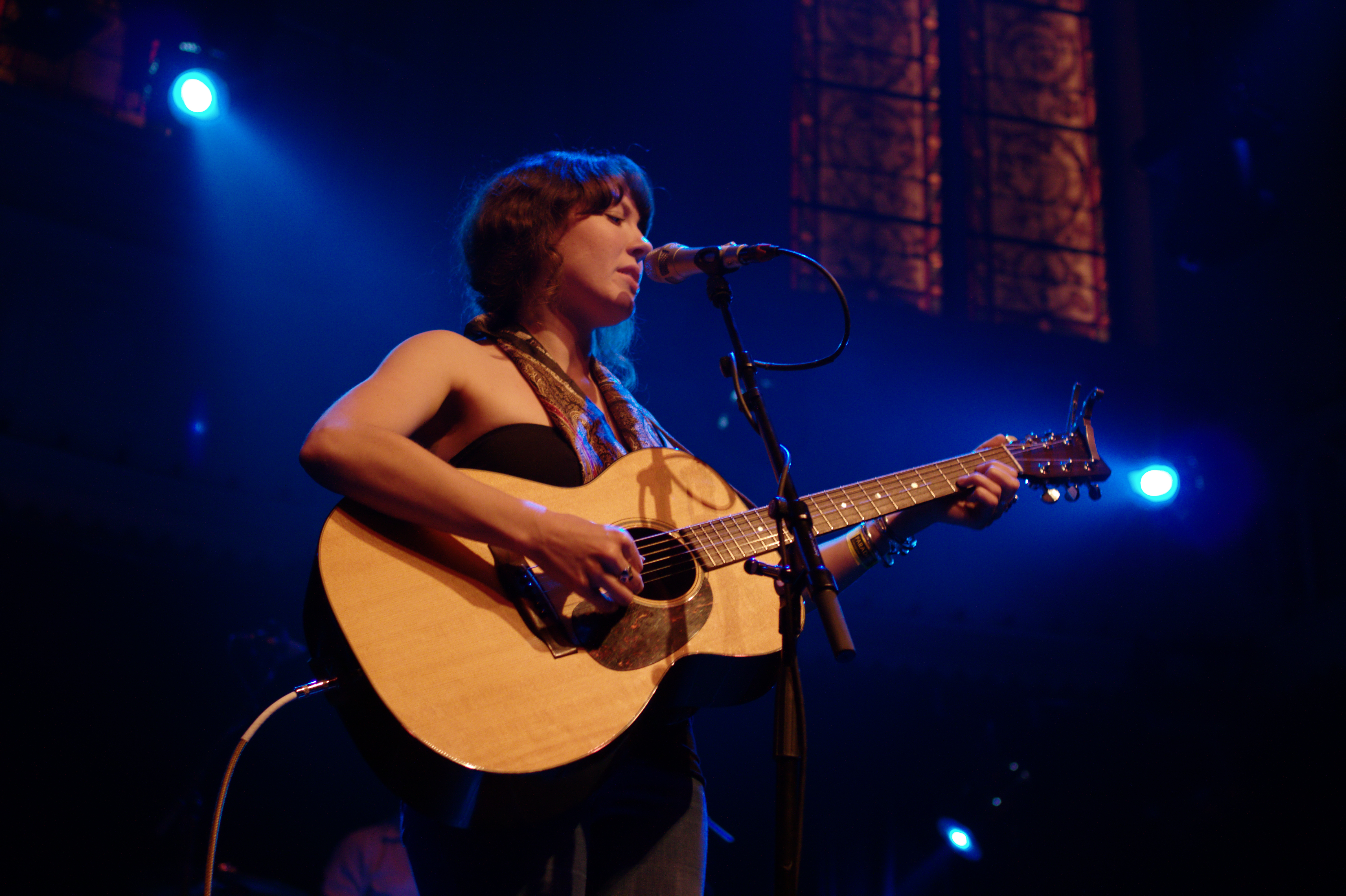
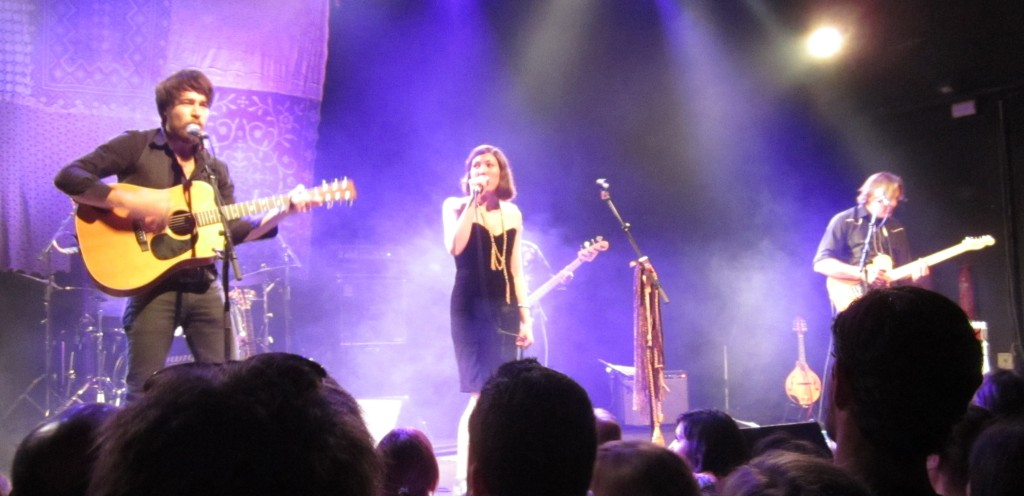
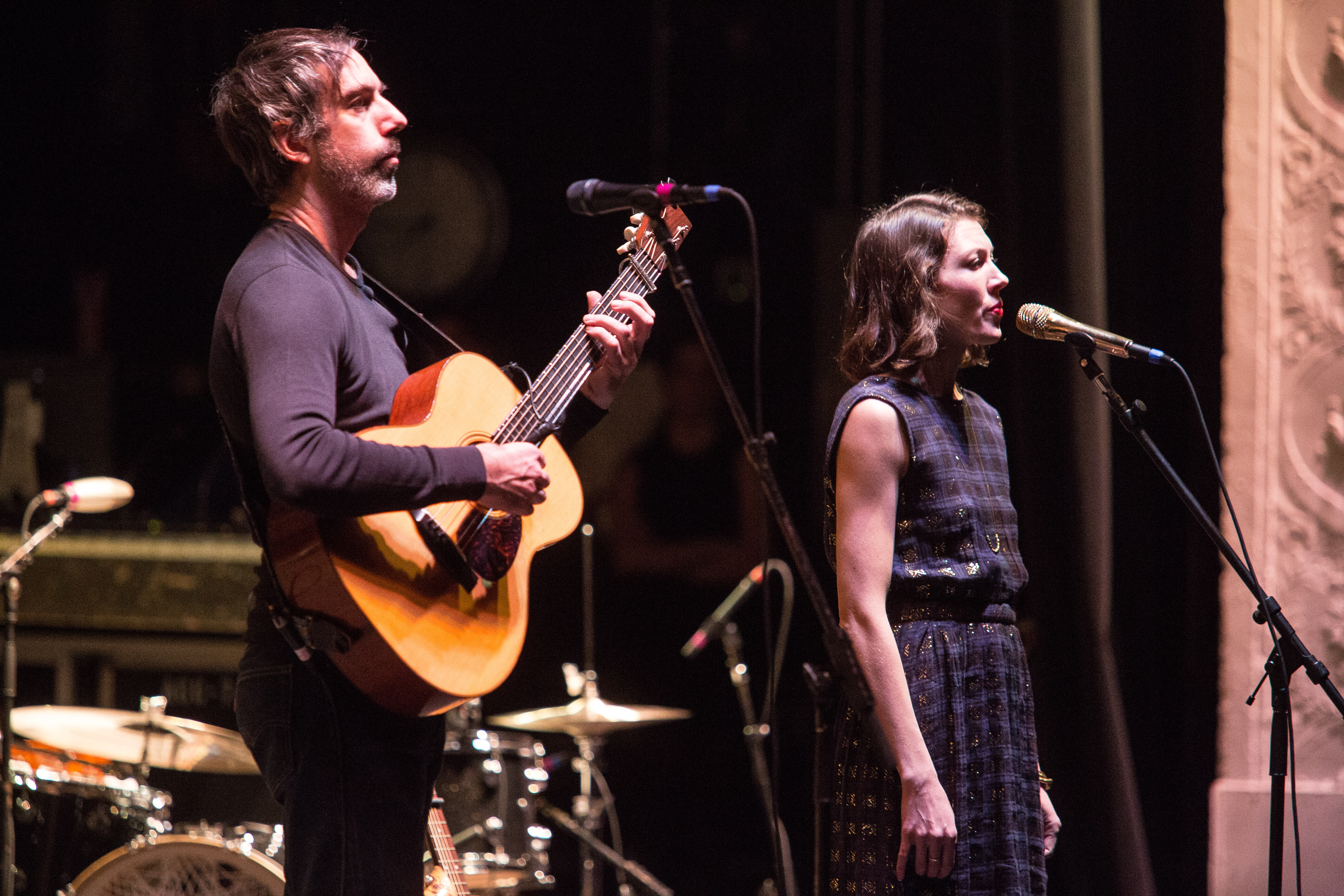
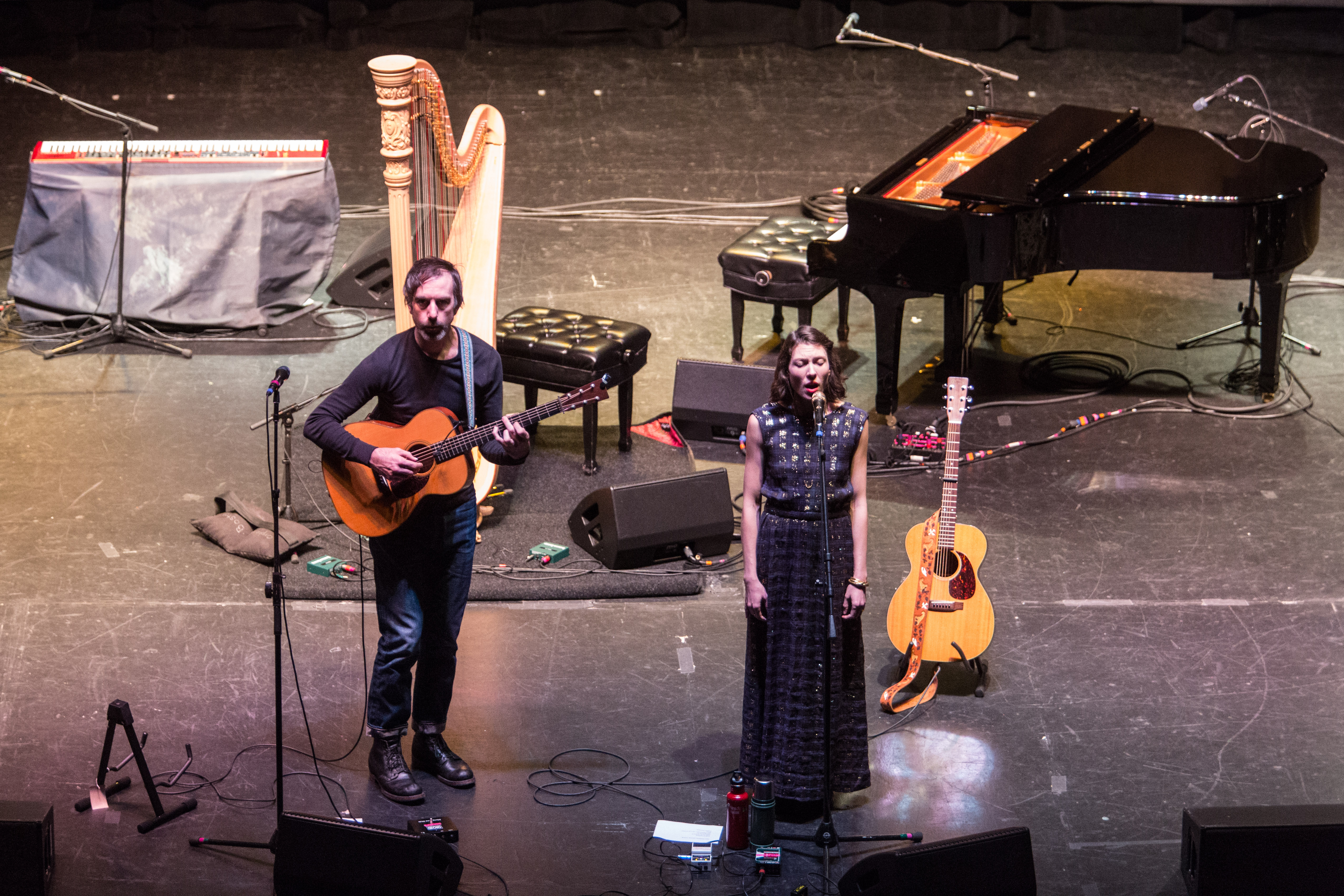